# F.C.D. Altovicentino
Câu lạc bộ bóng đá Dilettantistico Altovicentino là một câu lạc bộ bóng đá Ý có trụ sở tại Marano Vicentino và Valdagno, Veneto.

## Lịch sử

### Thành lập
Câu lạc bộ được thành lập vào năm 2014 sau khi thực hiện sáp nhập giữa các câu lạc bộ Serie D: SSD Calcio Marano và ACD Trissino-Valdagno.

## Màu sắc và huy hiệu
Màu sắc của đội là đỏ, trắng xanh nhạt và đen.